# Popis atletskih stadiona i dvorana u Hrvatskoj
(popis nepotpun)

## Specijalističke dvorane
| Lokacija                                | Naziv dvorane                            | Površina [m2] | Visina stropa [m] | Kružna staza | Kružna staza | Nadm. visina [m] | Kapacitet tribina | Otvorena | Zatvorena | Bilješke | Ref         |
| Lokacija                                | Naziv dvorane                            | Površina [m2] | Visina stropa [m] | broj         | duljina [m]  | Nadm. visina [m] | Kapacitet tribina | Otvorena | Zatvorena | Bilješke | Ref         |
| --------------------------------------- | ---------------------------------------- | ------------- | ----------------- | ------------ | ------------ | ---------------- | ----------------- | -------- | --------- | --- | ----------- |
| Osijek, ?                               | Dvorana Gradski vrt                      | 1044          |                   | ✘            | •            |                  | 0                 | 2008.    | ne        | Radi se zapravo o atletskom tunelu duljine 87m koji je dio Dvorane Gradski vrt.                                                                             |             |
| Rijeka, Kantrida                        | Atletska dvorana Kantrida (SRC Kantrida) |               |                   | ✘            | •            |                  |                   | 2010.    | ne        | | [ 1 ]       |
| Vrbovec                                 |                                          | 450           | 5,5               | ✘            | •            |                  | 0                 | 2022.    | ne        | Radi se zapravo o montažnom atletskom tunelu duljine 45m.                                                                                                   | [ 2 ]       |
| Zagreb, Zagrebački velesajam paviljon 1 |                                          | 9000          |                   | 4            | 200          |                  | 300               | 2018.    | ne        | Prva atletska dvorana s kružnom stazom u Hrvatskoj. Nalazi se u paviljonu 1 Zagrebačkog velesajma. Grad Zagreb je zakupio paviljon od Zagrebačkog holdinga. | [ 3 ] [ 4 ] |

## Specijalistički stadioni
Kazalo:
ŠRC - športsko-rekreacijski centar
| Lokacija    | Naziv stadiona       | Površina [m2] | Kružna staza | Kružna staza | Nadm. visina [m] | Kapacitet tribina | Otvoren | Zatvoren | Bilješke        | Ref   |
| Lokacija    | Naziv stadiona       | Površina [m2] | broj         | duljina [m]  | Nadm. visina [m] | Kapacitet tribina | Otvoren | Zatvoren | Bilješke        | Ref   |
| ----------- | -------------------- | ------------- | ------------ | ------------ | ---------------- | ----------------- | ------- | -------- | --------------- | ----- |
| Benkovac    |                      |               | 6            |              |                  |                   |         | ne       | Obnovljen 2023. | [ 5 ] |
| Zagreb, ?   | ŠRC Mladost          |               |              |              |                  |                   |         | ne       |                 |       |
| Zaprešić, ? | Centar mini atletike | 5000          | 6            | 100          |                  |                   | 2023.   | ne       |                 | [ 6 ] |

## Integrirani stadioni
Najčešće su atletski stadioni integrirani s nogometnim stadionima.
| Lokacija | Naziv stadiona              | Površina [m2] | Kružna staza | Kružna staza | Kapacitet tribina | Otvoren | Zatvoren ili atl. staza uklonjena | Bilješke | Ref   |
| Lokacija | Naziv stadiona              | Površina [m2] | broj         | duljina [m]  | Kapacitet tribina | Otvoren | Zatvoren ili atl. staza uklonjena | Bilješke | Ref   |
| -------- | --------------------------- | ------------- | ------------ | ------------ | ----------------- | ------- | --------------------------------- | -------- | ----- |
| Čakovec  | SRC Mladost                 |               |              |              | 8000              | 1987.   | ne                                |          |       |
| Knin     | Stadion NK Dinara           |               |              |              |                   |         | ne                                |          |       |
| Osijek   | Gradski vrt                 |               |              |              |                   |         | ne                                |          |       |
| Pula     | SRC Veruda                  |               | 8            |              | 3000              | 1968.   | ne                                |          | [ 7 ] |
| Rijeka   | Kantrida                    |               |              |              |                   |         | ne                                |          |       |
| Split    | Park mladeži (ASK Split)    |               |              |              |                   |         | ne                                |          |       |
| Varaždin | Sloboda                     |               |              |              |                   |         | ne                                |          |       |
| Vukovar  | Gradski stadion HNK Vukovar |               | 6            |              |                   |         | ne                                |          |       |